# Kauko Juhantalo
Kauko Johannes Juhantalo (ur. 28 kwietnia 1942 w Kankaanpää, zm. 26 kwietnia 2020 tamże) – fiński polityk i prawnik, długoletni deputowany, od 1991 do 1992 minister.

## Życiorys
Z wykształcenia prawnik, studia ukończył w 1972 na Uniwersytecie w Turku. Praktykował jako prawnik w ramach własnej kancelarii w Kankaanpää. Pełnił również różne funkcje w samorządzie tej gminy.
Był politykiem Partii Centrum. W okresach od 24 marca 1979 do 3 grudnia 1993, od 24 marca 1995 do 23 marca 1999, od 19 marca 2003 do 20 marca 2007 i od 22 kwietnia 2015 do 16 kwietnia 2019 był deputowanym do Eduskunty. W latach 1983–1991 pełnił funkcję przewodniczącego frakcji poselskiej swojego ugrupowania. Od 26 kwietnia 1991 do 2 sierpnia 1992 był ministrem handlu i przemysłu w rządzie, którym kierował Esko Aho. Od maja 1991 jednocześnie zajmował stanowisko ministra w resorcie spraw zagranicznych.